# Caecieleotris morrisi
Caecieleotris morrisi, também conhecido como dorminhoco de caverna de Oaxaca, é uma espécie de peixe troglóbio da família Eleotridae encontrada em um único sistema de cavernas abaixo do reservatório de Presa Miguel Alemán, no norte do estado de Oaxaca, no México. Esta espécie é o único membro de seu gênero.
Só é conhecido por espécimes de museu coletados na década de 1990. Desde então, o sistema de cavernas foi inundado por causa de uma barragem. Pesquisas recentes não conseguiram realocar a espécie e ela pode estar extinta.
O nome genérico é um composto do latim caecus que significa cego com o sufixo Eleotris, o gênero-tipo dos Eleotridae e o nome específico homenageia o mergulhador de cavernas, espeleólogo e conservacionista Thomas L. Morris que descobriu esta espécie e coletou o espécime-tipo.